# Angiografía por tomografía computarizada

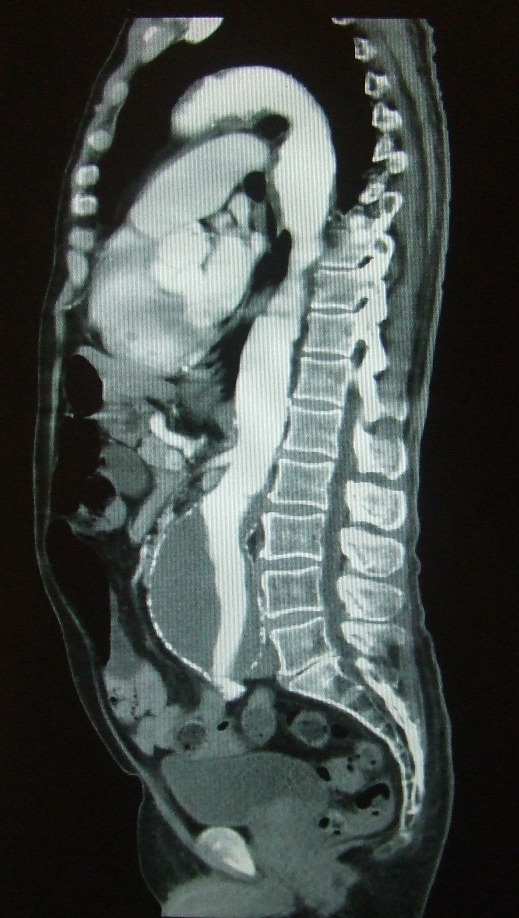
Seguimiento de un bolo de contraste en su paso por la arteria aorta evidenciándose un aneurisma aórtico.

La angiografía por tomografía computarizada o angiotomografía es una variante de la tomografía computarizada que utiliza una técnica de angiografía para visualizar el flujo de los vasos arteriales y venosos en el cuerpo, desde los circuitos circulatorios del cerebro hasta la irrigación de los pulmones, riñones, brazos y piernas.
Cuando la evaluación ecocardiográfica no permite una definición anatómica de las enfermedades cardiacas congénitas, la angiotomografía puede ofrecer detalles que en determinados casos permiten reemplazar la angiografía convencional. También ha demostrado un alto valor predictivo para la detección de enfermedad coronaria obstructiva, con una sensibilidad y una especificidad para detectar estenosis significativa >95%.

## Técnica
La tomografía combina el uso de rayos X con el análisis computarizado de las imágenes. Los haces de rayos X se transmiten desde un dispositivo de rotación hasta el área de interés en el cuerpo del paciente desde diferentes ángulos de proyección para obtener las imágenes, que luego se ensamblan por ordenador creando una imagen tridimensional de la zona en estudio.
En la angiografía por TAC, el análisis se realiza simultáneamente con una inyección de medios de contraste a alta velocidad hasta que alcance el lecho arterial de interés, empleando una técnica que le hace seguimiento a la trayectoria del bolo inyectado. En comparación con la angiografía por catéter, que consiste en colocar un catéter de calibre importante e inyectando a través de éste el material de contraste dentro de una gran arteria o vena, la angiografía por TAC es mucho menos invasiva y menos incómoda para el paciente. El material de contraste se inyecta en una vena periférica mediante el uso de una pequeña aguja o cánula intravenosa. Este tipo de examen se ha utilizado para examinar a un gran número de personas en busca de enfermedades arteriales.